# نباتات سوريا وفلسطين وسيناء (كتاب)
نباتات سوريا وفلسطين وسيناء: من طوروس إلى رأس محمد ومن البحر المتوسط إلى بادية الشام كتاب من تأليف جورج بوست صدر عن مطبعة الكلية السورية البروتستانتية في بيروت، سوريا عام 1896. وثق الكتاب أكثر من ثلاثة آلاف نوع من النباتات ويعد من أشمل وأقدم المراجع التي توثق نباتات بلاد الشام.
وعنوان الكتاب الكامل هو:
Flora of Syria  Palestine and Sinai: a handbook of the flowering plants and ferns  native and naturalized from the Taurus to Ras Muhammad and from the Mediterranean Sea to the Syrian desert
يغطي الكتاب بلاد الشام بحدودها الطبيعية من مرعش وقيليقية شمالاً إلى سيناء جنوباً.
صدرت نسخة محدثة من الكتاب من تأليف جون إدوارد دينسمور (بالإنجليزية: John Edward Dinsmore)‏ وجورج بوست عامي 1932 و1933 فيها توثيق ووصف لحوالي 4200 نوع نباتي تتبع 955 جنساً و142 فصيلة. شملت الطبعة الثانية إضافة لنباتات جديدة وتعديلاً لأسماء بعض النباتات تبعاً للتطورات في علم تصنيف النبات.

## وصلات خارجية
- وصلة الكتاب على الشبكة.

1. ↑  "Nwf.com: نباتات سورية، فلسطين وسيناء: جورج بوست: كتب". www.neelwafurat.com. اطلع عليه بتاريخ 2024-02-09.